# Иванов, Александр Александрович (винодел)
Александр Александрович Иванов (27 июля 1870, Симферополь, Российская империя — 8 октября 1946, Симферополь, РСФСР, СССР) — русский и советский виноградарь-винодел.

## Биография
Родился 27 июля 1870 года в Симферополе. В 1893 году окончил естественный факультет Петербургского университета, затем Высшие курсы по виноградарству и виноделию при Никитском ботаническом саду. В 1897—1908 годах работал в имении «Новый Свет» вместе с Л. С. Голицыным над созданием российского шампанского вина. В 1900 году, в качестве эксперта, принимал участие во Всемирной выставке вин в Париже. Позже - преподаватель, заведующий училищем виноделия в Туапсе. С 1920 года — старший специалист по виноградарству и виноделию в Наркомземе Крыма. Уделял большое внимание вопросам ампелографии, освоение под виноградники степных районов Крыма, выделению сырьевых зон для производства Советского шампанского. С 1944 года старший научный сотрудник Всесоюзного научно-исследовательского института виноделия и виноградарства «Магарач», преподаватель ампелографии в Крымском сельскохозяйственном институте. Умер в Симферополе 8 октября 1946 года.

## Научная деятельность
Описал более 80 аборигенных сортов винограда, на основе которых созданы уникальные десертные вина Крыма: Черный доктор и Солнечная долина. Автор 16 печатных работ по виноградарству и виноделию, в том числе 2-х монографий.
При участии Я. Ф. Каца, В. С. Сушкова, А. А. Иванова выявлялись аборигенные сорта, выделялись ценнейшие из них (Эким кара, Кефесия, Сары Пандас и др.), определялись синонимы, с 1932 года началось активное пополнение коллекции, создавался первый вариант сортового районирования Крыма. А. А. Ивановым и Н. И. Хилькевичем в Красногвардейском районе Крыма (ныне с. Клепинино) была создана опытная плантация, ставшая впоследствии Степным опорным пунктом «Магарача», для изучения сортов и приёмов агротехники применительно к засушливым условиям степи.